# Cristiane Sobral
Cristiane Sobral född 1974 i Rio de Janeiro är skådespelare, författare och poet. Hon studerade vid en teaterskola i Rio de Janeiro och flyttade till huvudstaden Brasília. Vid 16 års ålder blev hon inskriven vid University of Brasília och studerade scenkonst och blev den första svarta skådespelaren som tog kursen teatertolkning. Sobral grundade teatergruppen Cabeça Feita med svarta artister och spelade i Luanda, Angola 2004. Hon gjorde sin litterära debut 2000 i Cadernos Negros, ett magasin för afrobrasilianare.